# Syndicat national des jeunes chirurgiens
 (juillet 2024).
Le Syndicat National des Jeunes Chirurgiens (SNJC) est une organisation syndicale de jeunes chirurgiens français. Le SNJC est le premier syndicat de jeunes chirurgiens regroupant des praticiens de toutes les spécialités chirurgicales et de tous les modes d'exercice. Ce syndicat a été créé en 2009.
Le Syndicat National des Jeunes Chirurgiens a été créé le 30 mars 2009, pour affirmer les revendications des jeunes chirurgiens :
- Opposition à la gouvernance hospitalière de la loi HPST
- Suppression des amendements BUR, PREEL, et 420.

## Historique
Le Mouvement National des Jeunes Médecins (MNJMED) est né spontanément à l'hôpital St-Louis à Paris en opposition à la loi HPST. Il a donné secondairement naissance au SNJC qui a vocation à représenter les jeunes chirurgiens qui n'avait pas de représentation propre à l'échelle nationale.
Le SNJC a rapidement mobilisé les jeunes chirurgiens et gynécologues obstétriciens par une campagne de mails. Il est présent sur le réseau social Facebook.

## Les enjeux de la loi HPST
- Article 1 : en cas d'accord entre l'Agence Régionale de Santé (ARS) et une clinique sur une participation à une mission de service  public, le Directeur de l'établissement peut rompre unilatéralement et sans indemnités le contrat des médecins exerçant en honoraires libres, ce qui revient à supprimer le secteur 2 dans les établissements de santé privés.

- Article 16 : l'obligation pour les médecins, dans la continuité des soins, d'informer de la moindre de leur absences le conseil de l'Ordre et le directeur de l'ARS ; c'est la disparition de la notion de volontariat et le retour insidieux à l'obligation de permanence des soins.

- Article 18 : la légalisation du "testing" dans les cabinets des professionnels de santé. Réalisés par des associations de patients, ces "testings" constituerons une forme de présomption de culpabilité pour les médecins.

- Article 19 : l'intrusion des inspecteurs de l'IGAS dans les cabinets médicaux tels les "incorruptibles".

- Article 22 : la mise à l'écart des professionnels de santé, dans la formation des "éducateurs thérapeutiques" au seul profit des associations de patients et usagers.